# Gilles Rigaud
Gilles Rigaud (anche come Egidio Rigaudi o Rigaud de Noisy) (Rouffiac, ... – Parigi, 10 settembre 1353) è stato un cardinale francese, detto il Cardinale di Saint-Denis.

## Biografia
Entrato in giovane età nell'ordine benedettino, completò gli studi in teologia. Nel 1337 divenne priore dell'abbazia di Essonnes, successivamente priore dell'abbazia di Notre-Dames des Champs, nei pressi di Corbeil; il 27 luglio 1343 fu eletto abate dell'abbazia di Saint-Denis. Fu esecutore testamentario del re Filippo VI di Francia. Nel 1350 fu giudice per il differendum tra il capitolo della cattedrale di Parigi e l'università cittadina per decidere quale delle due parti avrebbe presentato gli ossequi al re Filippo. Il 13 giugno 1350 fu incaricato con Hugues d'Arcy, vescovo di Laon, di seguire le trattative per il rinnovo della pace tra i re di Francia e di Inghilterra.
Fu proposto per la promozione al cardinalato dal re Giovanni II di Francia. Fu creato cardinale del titolo di Santa Prassede nel concistoro del 17 dicembre 1350 da papa Clemente VI; il 10 aprile 1351, domenica delle Palme, ricevette la berretta cardinalizia da Pierre de la Foret, vescovo di Parigi, assistito da Hugues d'Arcy, vescovo di Laon e da Guillaume Lamt, vescovo di Chartres. Fu la prima volta che una tale celebrazione fu fatta da una delegazione, prima erano sempre fatte presso la corte papale. Entrò a far parte della Curia papale in Avignone il 17 giugno 1351. Partecipò al conclave del 1352, che elesse papa Innocenzo VI.
Morì il 10 settembre 1353 a Parigi e venne sepolto nell'abbazia di Saint-Denis.